# Knochenmarkspenderdatei
Eine Knochenmarkspenderdatei oder Stammzellspenderdatei erfasst die Merkmale von möglichen Spendern von Stammzellen für eine Stammzelltransplantation. Es handelt sich um die HLA-Merkmale (Leukozytenantigene), die möglichst übereinstimmend sein sollten. Eine Stammzelltransplantation ist Teil einer für Patienten mit bestimmten Leukämieformen lebensrettenden Behandlung. In Deutschland gibt es 26 solcher Dateien (Stand 2023). Zentralregister sollen die Dateien koordinieren.

## Bezeichnung
Ursprünglich war die Entnahme von Stammzellen beim Spender nur durch die Entnahme von Knochenmark möglich, daher wird die Stammzellenspende oft auch als Knochenmarkspende bezeichnet. Mittlerweile wird das Knochenmark meist durch Stammzellapherese aus dem Blut gewonnen, daher hat sich der Begriff Stammzellenspende durchgesetzt, was sich im Namen der Organisationen widerspiegelt.

## Dateien

### Deutschland
Mit rund 12,7 Millionen Einträgen (Stand: November 2024), hat die 1991 gegründete Deutsche Knochenmarkspenderdatei (DKMS) die umfangreichste Spenderdatenbank in Deutschland. Die Stefan-Morsch-Stiftung verwaltet mehr als 500.000 Datensätze, die Stiftung Aktion Knochenmarkspende Bayern (AKB) rund 350.000 potenzielle Stammzellspender, die Deutsche Stammzellspenderdatei (DSD) 300.000 registrierte Spender. Ein potentieller Spender muss sich an eine der einzelnen Dateien wenden, um aufgenommen zu werden.
Alle 26 Dateien in Deutschland leiten ihre Datensätze an das Zentrale Knochenmarkspender-Register Deutschland (ZKRD) weiter, das mehr als 9,6 Millionen Datensätze besitzt. Das ZKRD ermöglicht die Suche nach Spendern, nimmt aber selber keine Registrierungen von Spendern an.

### International
In Österreich gibt es sechs Spenderzentren an der Univ. Klinik Wien, am LKH Graz, Innsbruck und Salzburg sowie an der Blutbank Wels-Grieskirchen und der Blutzentrale Linz. Die Datensätze werden an das Österreichische Stammzellregister weitergeleitet. Seit 2015 ist das Stammzellregister Teil der Gesundheit Österreich GmbH.
In der Schweiz gibt es die Schweizer Stiftung Blut-Stammzelle.
Viele nationale Register sind an die internationalen Netzwerke European Marrow Donor Information System und Bone Marrow Donors Worldwide angeschlossen. Weltweit sind Stand September 2021 über 39 Millionen Datensätze erfasst.